# La Folie (België)
La Folie is een gehucht in de Belgische provincie Luxemburg. De plaats ligt in het uiterste zuiden van de gemeente Martelange aan de N4 en de Rue Limpach naar het dorp Perlé in Luxemburg. Net als in de rest van de dorpen in het Land van Aarlen wordt er voornamelijk Luxemburgs gesproken.
Tot 1843 behoorde La Folie tot de Luxemburgse gemeente Perlé. Door het grensverdag van 7 augustus 1843 werden La Folie en Neuperlé naar de Belgische gemeente Martelange overgeheveld.
Dorp: Martelange

Overige plaatsen: Grumelange · La Folie · La Roche Percée · Neuperlé · Radelange

Belgische gemeenten · Arrondissement Aarlen · Luxemburg · Wallonië